# Philippe Adam
Pour les articles homonymes, voir Adam (homonymie).
Philippe Adam est un écrivain français, professeur de philosophie né le 2 décembre 1970.

## Biographie
Il est l’auteur de nombreux textes parmi lesquels on compte des romans, des nouvelles, des livrets d’opéra, des poèmes et des paroles de chanson. Côté roman, on peut notamment citer De beaux restes, La société des Amis de Clémence Picot - qui reprend une héroïne de Régis Jauffret - et Les Centenaires, ce dernier livre, paru comme les précédents aux éditions Verticales, ayant reçu un accueil critique plus que favorable. Parmi les nouvelles, Chirurgie, Le syndrome de Paris (adapté en moyen-métrage par la japonaise Sae Shimai), France Audioguide et le recueil intitulé Ton petit manège, prix Renaissance de la Nouvelle 2009. Les œuvres de Philippe Adam ont pour dénominateur commun leur étrangeté, l’auteur ayant le goût des sujets bizarres et faisant souvent preuve d’un humour grinçant.
En 2004, Philippe Adam a été lauréat du programme Villa Kujoyama, équivalent de la Villa Médicis, dont il a ramené Canal Tamagawa, opéra parlé s’appuyant sur les derniers jours de l’écrivain japonais Dazai Osamu, lequel, âgé de 39 ans, en était déjà à sa cinquième tentative de suicide, 3 de ces tentatives se soldant par la mort des jeunes femmes qui l’accompagnaient.
À la suite de Canal Tamagawa, Philippe Adam a écrit en 2010 Il manque une pièce, qui a été joué sur son lieu de création, Salins-les-Bains, en Franche-Comté, puis à Paris, dans le cadre du Festival Paris en toutes lettres. Depuis longtemps lié au compositeur Fabrice Ravel-Chapuis, Philippe Adam a écrit des chansons pour le duo Artango (album In Extremis, présenté en 2001 aux Francofolies de La Rochelle) puis pour Jean Guidoni, lequel interprète Il manque une pièce dans l’édition qui en est donnée dans la collection Extraction des éditions Joca Seria, collection créée et animée par Chloé Delaume. Fabrice Ravel-Chapuis était déjà le compositeur de Canal Tamagawa, et il était également lauréat de la Villa Kujoyama, la même année que Philippe Adam.
Pour le plaisir et par jeu, il a écrit Les légumes verts, en lien avec les photographies d'Aurélie Petrel, aux éditions Le Bleu du Ciel, ces « Légumes verts » reprenant les modèles en plastique des plats qu’on trouve en vitrine des restaurants japonais, l’auteur y ajoutant une dose d’humour noir sur fond de fin du monde et d’indigestion : « Bientôt nous n’aurons plus rien à manger, pas d’inquiétude, de toute façon digérer rend morose ».
Pensionnaire de la Villa Médicis/Académie de France à Rome en 2012/2013, Philippe Adam a pu y écrire son roman Les impudiques, roman choral où se mêlent et se multiplient les vraies et les fausses confidences sexuelles d’un groupe d’anonymes ayant pour point commun d’être tous tourmentés par les dits et les non-dits du corps. Il s’est aussi amusé lors de son séjour romain à créer le scénario d’une vidéo loufoque, Le sac de Rome, avec le réalisateur Clément Cogitore, un sac-objet-collector et un poème-objet avec la graphiste Fanette Mellier, des cartes-postales absurdes avec Olivier Vadrot, doublé d’une poésie sonore avec l’artiste multiforme Laurent Montaron.
Pour le plasticien-architecte Olivier Vadrot, il a écrit en rentrant de Rome et à la demande du FRAC Aquitaine un bref texte, Autoportrait en cendres, dans lequel Philippe Adam revisite son enfance, son adolescence et le très grand désarroi qu’il y a à vieillir tout en jouant sur une œuvre d’Olivier Vadrot (LAPTOP FIRE).
Pour la Région Île-de-France, et son programme « Auteurs en Résidences » Philippe Adam a conçu et animé en 2019/2020 une série d’ateliers d’écriture, « Faiblesses », dans lesquels il s’interrogeait avec les élèves du lycée Jean-Jaurès de Montreuil, sur les divers rapports que nous pouvons avoir avec les violences qu’il nous arrive de subir au quotidien mais aussi à celles que nous faisons subir.
Autoportrait en cendres est à ce jour le dernier livre paru de Philippe Adam.

## Œuvres
- De beaux restes, Paris, éditions Verticales, 2002
- Chirurgie, Paris, éditions Inventaire/Invention, 2002
- La Société des amis de Clémence Picot, Paris, Verticales, 2003
- Canal Tamagawa, Paris, Verticales, 2005
- Le Syndrome de Paris, Inventaire/Invention, 2005
- France Audioguide, Inventaire/Invention, 2007
- Ton petit manège, Paris, Verticales, 2008
- Les Centenaires, Paris, Verticales, 2010
- Les Légumes verts, Libourne, éditions Le bleu du ciel, 2010
- Il manque une pièce, Les Lilas, éditions Joca Seria, coll. « Extraction », 2011
- Jours de chance, Paris, Verticales, 2011
- Les Impudiques, Paris, Verticales,  2015
- Autoportrait en cendres, éditions Confluences, 2016[14]